# Haeromys
Haeromys (Thomas, 1911) è un genere di Roditori della famiglia dei Muridi.

## Descrizione

### Dimensioni
Al genere Haeromys appartengono roditori di piccole dimensioni, con lunghezza della testa e del corpo tra 56 e 76 mm e la lunghezza della coda tra 108 e 144 mm.

### Caratteristiche craniche e dentarie
Il cranio ha un rostro relativamente corto e una scatola cranica molto ampia e rotonda. La bolla timpanica è di proporzioni normali. 
Sono caratterizzati dalla seguente formula dentaria:

### Aspetto
La pelliccia è lunga e soffice. Il muso è corto e sottile, le orecchie sono piccole, ovali e cosparse di pochi peli. Le zampe sono larghe e corte, modificate per la vita arboricola. L'alluce è opponibile. Il pollice ha una grande unghia, mentre le altre dita hanno piccoli artigli curvati ed affilati. Le femmine hanno un paio di mammelle pettorali e due paia inguinali.

## Distribuzione
Questo genere è diffuso nel Borneo, Palawan e Sulawesi.

## Tassonomia
Il genere comprende 3 specie.
- Haeromys margarettae
- Haeromys pusillus
- Haeromys minahassae

Una specie ancora non descritta è stata catturata sull'isola di Sulawesi. Le è stato assegnato provvisoriamente il nome di Haeromys montanus.